# 余井镇
余井镇，是中华人民共和国安徽省安庆市潜山市下辖的一个乡镇级行政单位。

## 行政区划
余井镇下辖以下地区：
岭头社区、余井村、糖岭村、松岭村、黄岭村、马道村、文治村、田乐村、柴阁村、天圣村、程祠村、进士村、天明村和建军村。